# Пецький округ (Косово)
42°39′ пн. ш. 20°17′ сх. д. / 42.650° пн. ш. 20.283° сх. д.
Пецький округ — адміністративна одиниця Республіки Косово, один з семи округів (згідно адміністративного поділу УНМІК). Центр округу — місто Печ.
Відповідає сербському переформированному округу.

## Общини
Печский округ складається з таких громад:
- Печ (община)
- Істок (община)
- Кліна (община)

## Міста
- Печ
- Істок
- Кліна

## Населення

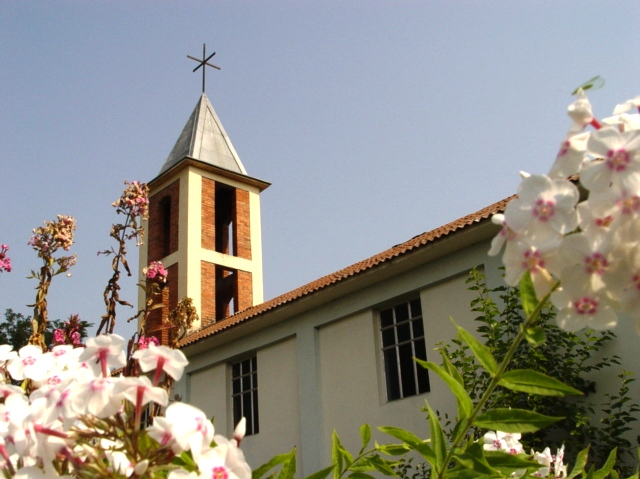
Клина

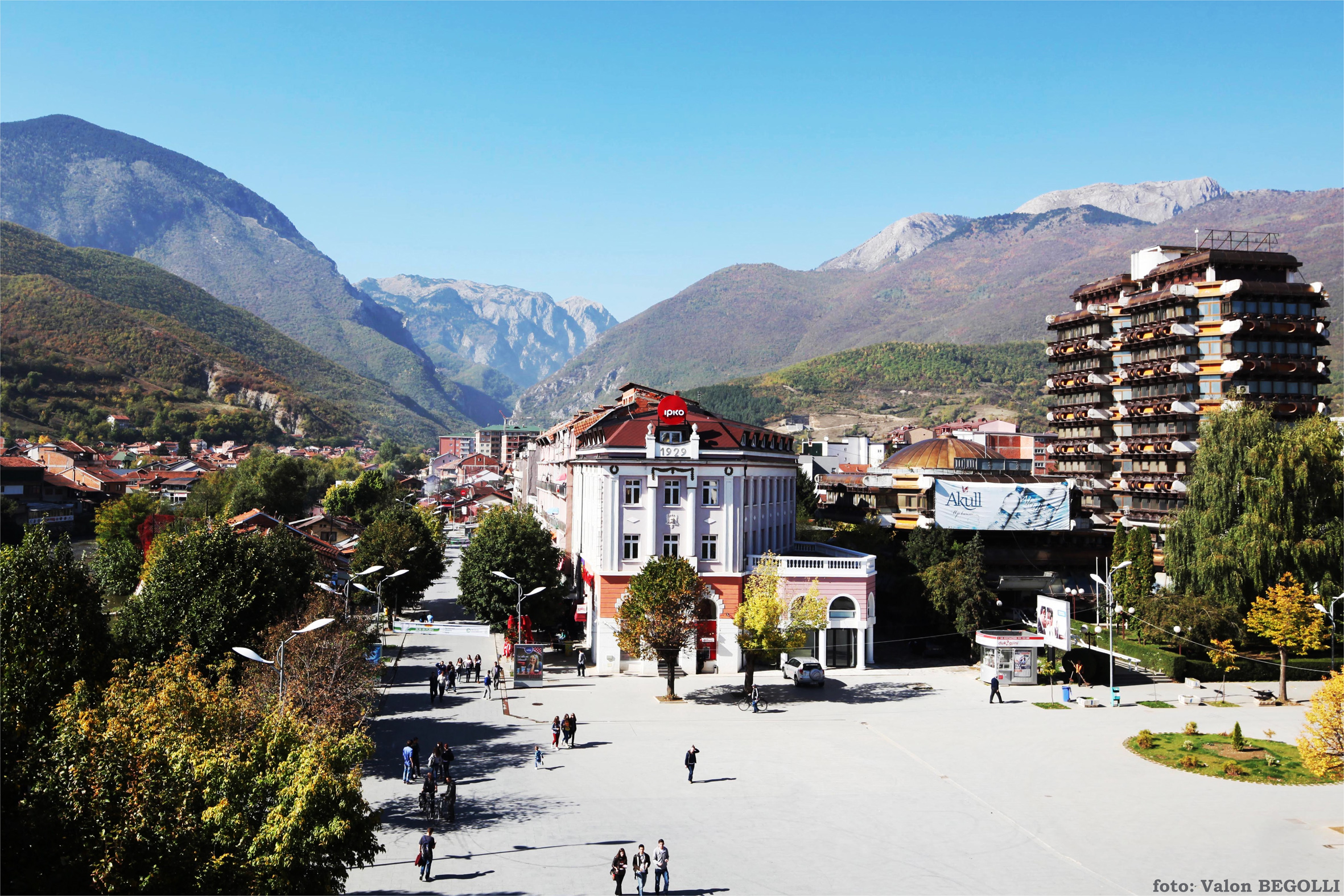
Печ

| 1948  | 1953   | 1961   | 1971   | 1981   | 1991   | 2011   |
| ----- | ------ | ------ | ------ | ------ | ------ | ------ |
| 92966 | 104695 | 127778 | 164495 | 203988 | 236823 | 174325 |

|  |